# Финале Европског првенства у фудбалу 2024.
Финале Европског првенства у фудбалу 2024. јесте утакмица која је одлучила побједника Европског првенства 2024. Било је то седамнаесто финале Европског фудбалског првенства, такмичења у коме учествују фудбалске репрезентације чланице УЕФА. Финална утакмица се играла на Олимпијском стадиону у Берлину 14. јула 2024. између Шпаније (чије је то било пето финале) и Енглеске (чије је то било друго финале). Уједно је то Енглеској било друго узастопно финале Европског првенства.
Шпанија је била боља од Енглеске с резултатом 2 : 1 и тако по рекордни четврти пут постала првак Европе чиме је по броју титула претекла Њемачку, која је трипут била европски шампион. Шпанија је претходно освајала титуле 1964, 2008. и 2012. До титуле првака Европе Шпанија је дошла као побједник свих утакмица која је одиграла на првенству (укупно седам) што је последњи пут остварила Француска на првенству 1984. када је побиједила на свих пет утакмица. Шпанци су такође поставили рекорд по броју постигнутих голова на једном турниру — петнаест. Енглеска је четврта репрезентација која је играла у два узастопна финала на Европском првенству; Совјетски Савез је играо финала 1960. и 1964, Западна Њемачка је играла финала 1972. и 1976, уједињена Њемачка је била учесник финала 1992. и 1996. и Шпанија је била у финалима 2008. и 2012. Енглеска је уједно прва селекција која је заредом изгубила два финала Европског првенства. Шпанија и Енглеска су такође први финалисти који су примили гол у свакој утакмици елиминационе фазе откад је дошло до проширења учесника Европског првенства 1980.

## Стадион
Дана 27. септембра 2018. Њемачка је изабрана за домаћина Европског првенства 2024. након што је на гласању у Ниону добила више гласова од Турске. Извршни комитет Уефе одлучио је у мају 2022. да се финале игра На Олимпијском стадиону у Берлину. Осим финалне утакмице, на стадиону су такође игране три утакмице групне фазе, као и по једна утакмица осмине и четвртфинала.
Олимпијски стадион је отворен 1936. у Олимпијском комплексу у Берлину за потребе Олимпијских игара 1936. У власништву је града Берлина, а од 1963. на њему своје утакмице као домаћин игра Херта, док на њему своје утакмице као домаћин повремено игра и Фудбалска репрезентација Њемачке. На њему се такође игра финале Купа Њемачке сваке године од 1985. На стадиону се играло неколико утакмица на Свјетским првенствима 1974. и 2006. укључујући и финале Свјетског првенства 2006. између Италије и Француске. На стадиону је играно неколико утакмица на Свјетском првенству за жене 2011. а такође је на њему играно финале Лиге шампиона 2015. између Барселоне и Јувентуса.

## Пут до финала
|    | Табела групе Б | И | Д | Н | И | ДГ | ПГ | ГР | Бод. |
| -- | -------------- | - | - | - | - | -- | -- | -- | ---- |
| 1. | Шпанија        | 3 | 3 | 0 | 0 | 5  | 0  | +5 | 9    |
| 2. | Италија        | 3 | 1 | 1 | 1 | 3  | 3  | 0  | 4    |
| 3. | Хрватска       | 3 | 0 | 2 | 1 | 3  | 6  | –3 | 2    |
| 4. | Албанија       | 3 | 0 | 1 | 2 | 3  | 5  | –2 | 1    |

|    | Табела групе Ц | И | Д | Н | И | ДГ | ПГ | ГР | Бод. |
| -- | -------------- | - | - | - | - | -- | -- | -- | ---- |
| 1. | Енглеска       | 3 | 1 | 2 | 0 | 2  | 1  | +1 | 5    |
| 2. | Данска         | 3 | 0 | 3 | 0 | 2  | 2  | 0  | 3    |
| 3. | Словенија      | 3 | 0 | 3 | 0 | 2  | 2  | 0  | 3    |
| 4. | Србија         | 3 | 0 | 2 | 1 | 1  | 2  | –1 | 2    |

## Утакмица

### Детаљи
| Шпанија                      | 2 : 1     | Енглеска   |
| ---------------------------- | --------- | ---------- |
| Вилијамс 47’ · Ојарзабал 86’ | Извјештај | Палмер 73’ |

| Шпанија | Енглеска |

| Г                 | 23 | Унаи Симон         |     |     |
| О                 | 2  | Дани Карвахал      |     |     |
| О                 | 3  | Робин ле Норман    |     | 83’ |
| О                 | 14 | Емерик Лапорт      |     |     |
| О                 | 24 | Марк Кукуреља      |     |     |
| С                 | 16 | Родри              |     | 46’ |
| С                 | 8  | Фабијан Руиз       |     |     |
| С                 | 19 | Ламин Јамал        |     | 89’ |
| С                 | 10 | Дани Олмо          | 31’ |     |
| С                 | 17 | Нико Вилијамс      |     |     |
| Н                 | 7  | Алваро Мората (к.) |     | 68’ |
| Замене:           |    |                    |     |     |
| С                 | 18 | Мартин Зубименди   |     | 46’ |
| Н                 | 21 | Микел Ојарзабал    |     | 68’ |
| О                 | 4  | Начо               |     | 83’ |
| С                 | 6  | Микел Мерино       |     | 89’ |
| Селектор:         |    |                    |     |     |
| Луис де ла Фуенте |    |                    |     |     |

| Г              | 1  | Џордан Пикфорд |       |     |
| О              | 2  | Кајл Вокер     |       |     |
| О              | 5  | Џон Стоунс     | 53’   |     |
| О              | 6  | Марк Геји      |       |     |
| С              | 7  | Букајо Сака    |       |     |
| С              | 26 | Коби Мејну     |       | 70’ |
| С              | 4  | Деклан Рајс    |       |     |
| С              | 3  | Лук Шо         |       |     |
| С              | 11 | Фил Фоден      |       | 89’ |
| С              | 10 | Џуд Белингам   |       |     |
| Н              | 9  | Хари Кејн (к.) | 25’   | 61’ |
| Замене:        |    |                |       |     |
| Н              | 19 | Оли Воткинс    | 90+1’ | 61’ |
| С              | 24 | Кол Палмер     |       | 70’ |
| Н              | 17 | Ајван Тони     |       | 89’ |
| Селектор:      |    |                |       |     |
| Гарет Саутгејт |    |                |       |     |

| Играч утакмице: Нико Вилијамс Помоћне судије: Сирил Мињије Мехди Рахмуни Четврти судија: Шимон Марћињак Резервни помоћни судија: Томаш Листкјевич Главни судија за ВАР-ом: Жером Бризар Помоћне судије за ВАР-ом: Вили Делажо Масимилијано Ирати | Правила утакмице: - утакмица траје 90 минута; - у случају неријешеног резултата након 90 минута, играју се продужеци два пута по 15 минута; - у случају неријешеног резултата и након продужетака, изводе се једанаестерци; - дозвољено је максимум 12 играча на клупи за резервне играче; - дозвољено је максимум пет измјена у регуларном дијелу, док је шеста измјена дозвољена у продужецима. |

### Статистика
| Ставка              | Шпанија | Енглеска |
| ------------------- | ------- | -------- |
| Голови              | 0       | 0        |
| Укупно удараца      | 5       | 3        |
| Ударци у оквир гола | 0       | 1        |
| Одбране             | 1       | 0        |
| Посјед лопте        | 66%     | 34%      |
| Корнери             | 6       | 1        |
| Прекршаји           | 6       | 2        |
| Офсајди             | 0       | 0        |
| Жути картони        | 1       | 1        |
| Црвени картони      | 0       | 0        |

| Ставка              | Шпанија | Енглеска |
| ------------------- | ------- | -------- |
| Голови              | 2       | 1        |
| Укупно удараца      | 10      | 6        |
| Ударци у оквир гола | 5       | 2        |
| Одбране             | 1       | 3        |
| Посјед лопте        | 59%     | 41%      |
| Корнери             | 4       | 1        |
| Прекршаји           | 5       | 3        |
| Офсајди             | 1       | 0        |
| Жути картони        | 0       | 2        |
| Црвени картони      | 0       | 0        |

| Ставка              | Шпанија | Енглеска |
| ------------------- | ------- | -------- |
| Голови              | 2       | 1        |
| Укупно удараца      | 15      | 9        |
| Ударци у оквир гола | 5       | 3        |
| Одбране             | 2       | 3        |
| Посјед лопте        | 63%     | 37%      |
| Корнери             | 10      | 2        |
| Прекршаји           | 11      | 5        |
| Офсајди             | 1       | 0        |
| Жути картони        | 1       | 3        |
| Црвени картони      | 0       | 0        |